# Абот и Костело срећу Франкенштајна
Абот и Костело срећу Франкенштајна (енгл. Abbott and Costello Meet Frankenstein) је амерички хумористички хорор филм из 1948. године, режисера Чарлса Бартона. У филму се појављује гроф Дракула (Бела Лугоси) који склопио партнерство са др Сандром Морнеј (Ленор Обер), пошто му је потребан „једноставан, поводљив” мозак да би под своју власт подвргнуо Франкенштајново чудовиште (Глен Стрејнџ). Дракула открива да „идеалан” мозак припада Вилбуру Греју (Лу Костело) коме се Сандра удвара не би ли га намамила на операциони сто, упркос упозорењима које му даје Лоренс Талбот (Лон Чејни мл.).
Развој филма и снимање почели су противно жељама Абота и Костела, при чему се Костелу посебно није допао сценарио. Филм је снимљен са потешкоћама према режисеру Бартону који је открио да су Абот и Костело често били одсутни или нису радили на сету. По изласку, био је један од најуспешнијих филмова студија  те године и довео је до неколико наредних филмова у којима су Абот и Костело сретали друге глумце и бића из хорор филмова. Филм је био добро прихваћен од стране трговачких листова и америчких критичара са Западне обале након објављивања, али је добио лоше критике у Њујорку. Године 2001, Конгресна библиотека Сједињених Држава одабрала је овај филм за чување у Националном регистру филмова због „културног, историјског или естетског значаја”, а касније га је Амерички филмски институт ставио на 56. место листе „100 најсмешнијих америчких филмова”.

## Радња
Лоренс Талбот упућује хитан телефонски позив железничкој станици на Флориди, где Чик Јанг и Вилбур Греј раде као службеници за пртљаг. Талбот покушава да упозори Вилбура на пошиљку која треба да стигне за „Макдугалову кућу ужаса”. Међутим, пре него што заврши, месец излази и Талбот се претвара у вукодлака, због чега Вилбур мисли да је позив шала. У међувремену, Макдугал захтева да се сандуци лично доставе у његов музеј воштаних фигура.
Чик и Вилбур достављају сандуке после радног времена. Отварају први и проналазе Дракулин ковчег. Када Чик напусти собу да донесе други сандук, Вилбур чита легенду о Дракули, а ковчег се изненада отвара и Дракула се искрада. Вилбур је толико уплашен да једва може да артикулише свој позив у помоћ. Када се Чик врати, одбија да поверује у његову причу. Њих двојица отварају други сандук, а Чик одлази да поздрави Макдугала. Дракула хипнотише Вилбура, проналази Франкенштајново чудовиште у другом сандуку и реанимира га. Обојица одлазе, а Макдугал налази празне сандуке и хапси Вилбура и Чика.
Те ноћи, др Сандра Морнеј дочекује Дракулу и чудовиште у свом острвском замку. Сандра је завела Вилбура као део Дракулиног плана да у чудовиште усади послушнији мозак. У међувремену, Вилбура и Чика из затвора извлачи Џоун Рејмонд, прикривена истражитељка осигуравајућег друштва која глуми љубав према Вилбуру, надајући се да ће добити информације. Вилбур те вечери позива Џоун на маскенбал. Талбот узима стан преко пута Вилбура и Чика и тражи од њих да му помогну да пронађе и уништи Дракулу и чудовиште. Вилбур пристаје, али Чик остаје скептичан.
Вилбур, Чик и Џоун одлазе у Сандрин замак да је покупе и одведу на маскенбал. Вилбур одговара на телефонски позив Талбота, који их обавештава да су у ствари у „Дракулиној кући”. Вилбур невољно пристаје да претражи замак и убрзо наилази на подрумско степениште, где има неколико блиских сусрета са чудовиштима. У међувремену, Џоун открива бележницу др Франкенштајна у Сандрином столу, а Сандра проналази истражитељску идентификациону картицу у Џоуниној торбици.
Дракула, под псеудонимом др Лајош, представља се Џоун и момцима. Наивни професор Стивенс такође ради у замку и присуствује маскенбалу; он доводи у питање део специјализоване опреме која је стигла. Након што Вилбур каже да је био у подруму, Сандра глуми главобољу и говори осталима да присуствују маскенбалу без ње. Насамо, Сандра признаје Дракули да сматра да нису безбедни да спроведу експеримент. Дракула је затим претвара у вампира.
На маскенбалу Талбот оптужује Лајоша да је Дракула, али га нико не схвата озбиљно. Џоун убрзо нестаје. Сандра намами Вилбура у шуму и покушава да га угризе, али не успева. Док тражи Џоун, Талбот постаје вукодлак и напада Макдугала. Пошто Чик носи маску вука, Макдугал га оптужује за напад. Чик бежи и сведочи како Дракула хипнотише Вилбура. Чик је такође хипнотисан и беспомоћан, док Дракула и Сандра доводе Вилбура, Стивенса и Џоун назад у замак. Следећег јутра, Чик и Талбот се састају у заливу и крећу да спасу Вилбура и Џоун.
Вилбур је брзо ослобођен, али Дракула користи хипнозу да га позове назад. Док се Сандра спрема да извади Вилбуров мозак, Талбот и Чик упадају у ординацију. Чик онесвештава Сандру столицом, а Талбот покушава да ослободи Вилбура, али се поново претвара у вукодлака. Франкенштајново чудовиште се ослобађа његових окова — Сандра покушава да га контролише, али он је баци кроз прозор. Након јурњаве кроз кућу између Чика, Вилбура и чудовишта и сукоба Дракуле и вукодлака, Дракула се претвара у слепог миша, али на њега насрће вукодлак, који обојицу одвлачи у смрт. Чик и Вилбур беже у чамцима; Џоун и Стивенс пале пристаниште где стоји чудовиште, и оно умире у пламену.
Вилбур грди Чика због његовог ранијег скептицизма, а Чик примећује да сада немају чега да се плаше. Невидљиви човек им се обраћа са чамца, и они у страху скачу у воду.

## Улоге
| Глумац          | Улога                     |
| --------------- | ------------------------- |
| Бад Абот        | Чик Јанг                  |
| Лу Костело      | Вилбур Греј               |
| Лон Чејни мл.   | Лоренс Талбот / Вукодлак  |
| Бела Лугоси     | гроф Дракула              |
| Глен Стрејнџ    | Франкенштајново чудовиште |
| Ленор Обер      | Сандра Морнеј             |
| Џејн Рандолф    | Џоун Рејмонд              |
| Френк Фергусон  | господин Макдугал         |
| Чарлс Бредстрит | др Стивенс                |
| Винсент Прајс   | Невидљиви човек (глас)    |

## Продукција

### Позадина и развој
Дана 28. новембра 1945, Universal Pictures се удружио са британским предузетником Џ. Артуром Ренком, који је купио једну четвртину удела у студију. Године 1946, студио је пријавио профит од само 4,6 милиона долара. Као одговор на ово, избацили су многе глумце са свог списка уговора, укључујући Лона Чејнија Млађег. Дана 31. јула 1946. почело је званично пословно спајање. Компанија, сада под називом Universal–International, имала је само Дијану Дербин, Марију Монтез, Бада Абота и Луа Костела, уз неколико других глумаца који су остали на платном списку. Од када је у фебруару 1941. објављен филм Buck Privates са Аботом и Костелом у главним улогама, овај двојац је био међу моћним звездама студија. До 1945. дуо се скоро разишао док су се међусобно борили и патили са својим личним проблемима: Абот је патио од озбиљне епилепсије, а Костело је скоро умро од реуматске болести срца 1943. године.
У првој години рада, студио је умало банкротирао. Године 1948, Вилијам Гец је био задужен за продукцију откако се Universal спојио са International Pictures-ом. Исте године, Аботова и Костелова популарност је такође била у паду. Према речима редитеља Чарлса Бартона, који је био међу најбољим редитељима комедија у Universal-у између 1945. и 1952. године, Гец није желео ништа са Аботом и Костелом након што је Metro-Goldwyn-Mayer одустао од опције за још филмова овог двојца, а Camel Cigarettes отказао њихову радио емисију 1947. године.

### Претпродукција
Роберт Артур, бивши писац и сарадник продуцент MGM мјузикала, заједно са ветеранима Аботом и Костелом, Фредериком Риналдом и Робертом Лисом, развио је сценарио који је укључивао Франкенштајново чудовиште, грофа Дракулу и Вукодлака. Њихов оригинални сценарио је такође укључивао мумију, Дракулиног сина грофа Алукарда и Невидљивог човека. Према овом сценарију чудовиште је требало да постане Дракулин роб, а укључивао је и грофову потрагу за једноставним мозгом који би био смештен у тело чудовишта, да би се на крају наумио на мозак Луа Костела. Мумија и Алукард су избачени из сценарија, а Невидљиви човек је укључен само као мали гег на крају филма. Читајући њихов сценарио, првобитно назван Франкенштајнов мозак, Лу Костело је одговорио негативно, рекавши: „Не мислите ваљда да ћу учествовати у овом срању? Моја петогодишња ћерка би могла да напише нешто боље од овога”. Часопис Variety је први јавно најавио излазак филма Франкенштајнов мозак у јулу 1947. године.
Артур је био веома заинтересован за пројекат и понудио је Костелу 50.000 долара унапред на његов проценат ако пристане да сними филм. Међу глумцима је био и Глен Стрејнџ, који је раније играо Франкенштајново чудовиште у Дракулиној кући (1945). Стрејнџ је имао само неколико улога након тог филма. Остали глумци су позвани да понове своје улоге из ранијих Universal хорор филмова, укључујући Лона Чејнија Млађег у улози Вукодлака. Чејни је претходно радио на позоришним представама О мишевима и људима и Јуче рођена. Као Дракула се вратио Бела Лугоси, који није радио у Холивуду од филма Уплашен на смрт (1946). Universal–International је натерао Лугосија, Чејнија и Стрејнџа да потпишу своје уговоре за филм 16. јануара 1948. године. Лугоси је позитивно говорио о улози током продукције, а било му је драго што сценарио није био „непристојан према Дракулином достојанству” и што „све што треба да урадим је да уплашим дечаке, што је сасвим одговарајуће. Мој заштитни знак ће бити неокаљан”.

### Продукција
Продукција је почела 5. фебруара 1948. године. Према Бартону, Абот и Костело нису били задовољни радом на пројекту, напомињући да су се њих двојица „паклено борила против мене. Али ја сам стајао на свом месту са њима, као и Боб Артур”. Бартон је поменуо и да су обојица комичара напуштали кућу неколико пута током снимања филма, не би се појављивали или би провели око три дана играјући карте на снимању. Абот и Костело су импровизовали неке дијалоге у филму. У филму су направљене и друге измене сценарија, као што је једне недеље током снимања продуцент Роберт Артур одлучио да промени крај филма тако да укључи појављивање Невидљивог човека.
Филм је имао ново одељење шминке за разлику од старог на чијем је челу био Џек Пирс. Емиле Лавињ се бринуо за Чејнијеву шминку док је Џек Кеван радио на Глену Стрејнџу. И Чејни и Стрејнџ су морали да проведу по сат времена у столици за шминкање ујутру пре почетка снимања, а већи део Стрејнџове шминке је сада чинила гумена маска. Ово је уштедело отприлике 100 сати продукције на филму. Стрејнџ се касније присетио да је то био „један од најпријатнијих сетова на којима сам икада радио”.
Несрећа на сету умало је довела до тога да је продукција накратко буде прекинута. У једној сцени, Стрејнџ је требало да баци Ленор Обер кроз прозор. За њу је била причвршћена невидљива жица која би помогла Стрејнџу да је подигне. Када је бачена, вратила се у домет камере, мотивишући Стрејнџа да покуша да је ухвати, при чему је овај пао и сломио ногу. Док је Стрејнџова повреда била санирана, Чејни је нашминкан и тумачио је чудовиште које баца Ленор кроз прозор. До краја фебруара, наслов филма се променио у онај који је био ближи наслову свог коначног издања. Снимање је завршено 20. марта 1948. године. Нова сцена је снимљена након што је продукција завршена са Џејн Рендолф 9. априла.
Постпродукција је почела одмах након снимања. Френк Скинер, који је претходно написао музику за Франкенштајновог сина (1939) и радио на партитури за Вукодлака (1941), компоновао је оригиналну музику за овај филм. Неки ефекти су снимљени крајем марта. Специјалне ефекте за филм развили су Дејвид Хорсли и Џером Еш. Специјални ефекти у филму укључивали су слепе мишеве који су се могли видети у очима госпођице Обер и анимацију која је Лугосија претворила у слепог миша.

## Објављивање
Извори варирају о томе када је филм објављен. АФИ-јев Каталог играних филмова и књига Ниједан путник се не враћа пишу да је објављен 15. јуна 1948. године, без информација о томе када или где је издат. Историчар Грегори В. Манк је у три одвојене књиге навео да је филм премијерно приказан у Лос Анђелесу у Форум театру 25. јуна 1948. године. Најраније рецензије филма појављују се у публикацијама часописа Variety и The Hollywood Reporter тек 28. јуна 1948. године. Universal-International такође није заштитио ауторска права на филм све до августа 1948. године.
Овај филм је постао најуспешнији филм у серијалу о Франкенштајну од првобитног изласка Франкенштајна (1931). Заједно са филмовима Голи град и Tap Roots, постао је један од најуспешнијих остварења студија  те године. Да би промовисао филм, студио је платио хотелски рачун Бориса Карлофа у Њујорку да би позирао испред биоскопа како би промовисао филм. Карлоф је пристао, рекавши „све док не морам да одгледам овај филм!” Зарада на биоскопским благајнама је била посебно уносна у Њујорку, Чикагу, Бостону и Лос Анђелесу. Према часопису Variety , филм је зарадио 2,2 милиона долара у САД 1948. године.
Првобитно је био забрањен у Британској Колумбији, а касније је дозвољен за пуштање након што је уклоњена већина сцена које су укључивале Вукодлака. Приликом приказивања филма у Аустралији, скоро све сцене са чудовиштем су уклоњене. У Енглеској, филм је објављен под називом Абот и Костело срећу духове. Филм је поново издат 23. марта 1956, заједно са филмом Абот и Костело срећу убицу, Бориса Карлофа.

## Пријем
У време изласка, трговачки листови су хвалили филм. Рецензија у часопису The Hollywood Reporter прогласила га је „лудом вртоглавом представом” уз напомену да „продукција Роберта Артура показује спектакуларност до краја, а режија Чарлса Т. Бартона омогућава да се ствари крећу живахним, енергичним темпом”. Variety се сложио, наводећи да Артур и Бартон „могу да га окарактеришу као један од најбољих [Абота и Костела]”. Критичар Los Angeles Times-а, Филип К. Шојер, похвалио је филм као „састављен са огромном генијалношћу. Његова комична инвентивност ретко посустаје, али никада озбиљно не крши традицију три прослављена бића која су му антагонисти”. Рецензије су и даље биле позитивне у другим новинама у индустрији, укључујући Film Daily, Daily Variety, Harrison's Reports и Motion Picture Daily. По објављивању у Њујорку, филм је углавном добио негативне рецензије од критичара са Менхетна. Босли Краутер из The New York Times-а написао је да је идеју филма сматрао забавном, али је на крају сматрао да је филм „комедија на монтажној траци”. The New York Sun је закључио да је прича била „велика идеја, али било је штета што нису могле да јој приступе особе способне за сатиру, већ само за јефтину комедију”. Рецензија из New York World-Telegram-а упозорила је публику да би филм био „болно искуство”, ако не би имали палету за Аботову и Костелову комедију. Једно позитивно помињање филма у Њујорку дошло је од New York Star-а, који је изјавио је да је „топло око срца кад видимо сва наша омиљена чудовишта још једном, од којих свако неумољиво изражава своју индивидуалност, сва у исто време. То је као окупљање разреда. Сада изгледају мало старије и мало уморне. Чини се да Дракула помало шкрипи од артритиса док ових дана излази из свог ковчега, али његов угриз је изгубио нешто од дубине”.
Из ретроспективних рецензија, Карлос Кларенс је писао о филмовима о чудовиштима, као што су Франкенштајнова кућа (1944) и Дракулина кућа (1945), у својој књизи Илустрована историја хорор филма (1967), резимирајући да „једини шарм ових филмова лежи у веома вештим глумцима по уговору који су им дали живот”, али у време када је Абот и Костело срећу Франкенштајна објављен, филмска „несвесна пародија је коначно уступила место намерно лажираној” и, у овом тренутку, „Universal је шибао мртвог коња”.
У каснијој рецензији коју је Ким Њуман писао за Empire, описао га је као да није један од бољих филмова Абота и Костела, откривши да они чине много „цвиљења и шамарања”. Дејв Кер из Chicago Reader-а навео је сличне реакције, напомињући да Абот и Костело „никада нису успели да се навикну на дечји слепстик који им је доделио Universal” и да је овај филм „вероватно последњи од њихових филмова погодних за гледање, иако је далеко од њиховог најбољег”. Ник Пинкертон у часопису Sight & Sound је резимирао да је рад двојца био „предлог на све или ништа, нешто што или узимате или остављате” и описао да је двојац „заглављен негде испод Станлија и Олија и тачно изнад, рецимо, браће Риц.”

## Наслеђе
Након успеха филма, Universal-International је упарио Абота и Костела у остварењима сличним овом филму. Прв је био Абот и Костело срећу убицу, Бориса Карлофа (1949). Уследили су други филмови, међу којима су били Абот и Костело срећу Невидљивог човека (1951), Абот и Костело срећу доктора Џекила и господина Хајда (1953), као и њихов последњи филм за Universal: Абот и Костело срећу Мумију (1955). Дуо је снимио само још један филм, Плеши са мном, Хенри, који је режирао Бартон и направљен за United Artists.
Лон Чејни Млађи није имао позитивне ствари да каже о филму, а касније је изјавио да је „уживао у хорор филмовима када су прављени са размишљањем и симпатијом. Онда су постале комедије. Абот и Костело су упропастили хорор филмове: правили су будале од чудовишта...”
Ким Њуман је изјавио да је Абот и Костело срећу Франкенштајна, за разлику од Франкенштајнове куће и Дракулине куће, поставио преседан да ће у филмовима где постоји више чудовишта, Дракула бити њихов вођа. Овај елемент заплета ће бити реплициран у каснијим филмовима као што су Одред против чудовишта (1987), Ван Хелсинг (2004), Хотел Трансилванија (2012) и Чудовишта из моје породице (2017).
Године 2001, Конгресна библиотека Сједињених Држава одабрала је овај филм за чување у Националном регистру филмова због „културног, историјског или естетског значаја”. Амерички филмски институт га је ставио на 56. место листе „100 најсмешнијих америчких филмова”.